# Fasole cu cârnați
I fasole cu cârnați [faˈsole ku kɨrˈnaʦʲ], letteralmente fagioli con salsicce, sono un piatto romeno molto comune.

## Caratteristiche
Il piatto è preparato unendo i fagioli stufati e salsicce affumicate di maiale. Il piatto prevede una variante nota come fasole cu afumătură (fagioli con carne affumicata) in cui al posto delle salsicce si usa la carne di maiale affumicata.
Sono considerati un piatto tradizionale dell'esercito rumeno; per tale motivo vengono cucinati e serviti gratuitamente dai soldati al pubblico a Bucarest e Alba Iulia ogni anno durante le celebrazioni della Giornata della Grande Unione, il 1º dicembre, festa nazionale della Romania.